# Nesbraut
Die Nesbraut  ist eine Hauptstraße im Hauptstadtgebiet von Island.
Sie verläuft in ostwestlicher Richtung durch Reykjavík.
Wo der Suðurlandsvegur  nach Norden abbiegt und zum Vesturlandsvegur  wird, zweigt diese Straße nach Westen ab, ebenfalls unter dem Namen Vesturlandsvegur.
Sie überquert das Tal der Elliðaár und dann die Reykjanesbraut , die hier Sæbraut heißt.
Ab hier trägt die Nesbraut den Namen Miklabraut (isländisch große Straße).
Südlich liegt das Einkaufszentrum Kringlan.
Sie kreuzt die Kringlumýrabraut, ein Teilstück des Hafnarfjarðarvegurs .
Hinter der Kreuzung mit der Snorrabraut heißt dieser Straßenzug Hringbraut und verläuft nördlich des Flughafens Reykjavík und südlich des Tjörnin.
Beim Kreisverkehr mit der Suðurgata liegt das Isländische Nationalmuseum.
An der Küste, am Kreisverkehr Grandatorg endet die Hringbraut.
Nach Nordosten zweigt die Straße Ánanaust 455 ab.
Nach Westen führt die Nesbraut den Namen Eiðsgrandi (isländisch Eiði-Landenge) und endet in der kleinen Nachbargemeinde Seltjarnarnes.
Der gesamte Straßenzug ist mindestens vierstreifig ausgeführt und hat zum großen Teil auch einen Mittelstreifen zwischen den Fahrtrichtungen.